# 닌텐도 유럽 연구개발
닌텐도 유럽 연구개발(약칭 NERD)은 프랑스 파리에 본사가 위치한 닌텐도의 자회사이다. 닌텐도 기기를 위한 소프트웨어 및 미들웨어 개발이 주사업으로 대표 제품으로 고전게임 에뮬레이터, 특허 코덱과 DRM 기술이 있다.
본래 2003년 아키머진이라는 사명으로 설립됐으며 닌텐도, 소니 픽처스 디지털과 피셔프라이스같은 기업을 고객으로 상대했다. 아키머진이 개발한 비디오 코덱 모비클립은 프로세서를 최소한으로 사용해 건전지 수명을 늘리고 하드웨어 비용을 절감해 닌텐도 제품에 활용됐다. 2011년에 닌텐도가 인수했으며 NERD로 사명을 변경했다.

## 역사

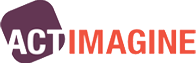
아키머진 로고

본래 기업 아키머진은 2003년 3월에 엔지니어 및 사업가들이 모여 설립했다.

## NERD가 개발한 기술 목록

### 고전게임 에뮬레이션
- Kachikachi: 닌텐도 클래식 미니: 패밀리 컴퓨터에 사용된 패밀리 컴퓨터 에뮬레이션[1]
- Canoe: 닌텐도 클래식 미니: 슈퍼 패미컴에 사용된 슈퍼 패미컴 에뮬레이션 (인텔리전트 시스템즈와 공동개발)[2]
- L-CLASSICS: 닌텐도 스위치 온라인용 패밀리 컴퓨터 및 슈퍼 패미컴 에뮬레이션[3][4]
- Hiyoko: 닌텐도 스위치 온라인용 게임보이 및 게임보이 컬러 에뮬레이션
- Hovercraft: 닌텐도 스위치 온라인 및 《슈퍼 마리오 3D 컬렉션》에 사용된 닌텐도 64 에뮬레이션 (iQue와 공동개발)[5]
- m2engage: 닌텐도 스위치 온라인용 메가 드라이브 에뮬레이션 (M2와 공동개발)
- Sloop: 닌텐도 스위치 온라인용 게임보이 어드밴스 에뮬레이션 (파나소닉홀딩스 베트남과 공동개발)
- Hagi: 《슈퍼 마리오 3D 컬렉션》, 《피크민》, 《피크민 2》 등 닌텐도 스위치 재출시 게임들에 사용된 게임큐브 및 Wii 에뮬레이션[6][7][8]
- Hachihachi: Wii U 버추얼 콘솔용 닌텐도 DS 에뮬레이션[9]

### 기타 기술
- 모비클립 비디오 코덱: 스마트폰, 게임보이 어드밴스, 닌텐도 DS, 닌텐도 3DS, Wii)
- 미디어 플레이어: Wii U 인터넷 브라우저
- Wii U Chat (닌텐도 소프트웨어 테크놀로지와 Vidyo와 공동개발)
- Super-stable 3D display: 뉴 닌텐도 3DS[9]
- 닌텐도 라보 VR Kit (co-developed with Nintendo EPD)[9]
- Wii U e숍의 Wii 다운로드 게임[9]
- 딥러닝 미들웨어: 《매일매일 Nintendo Switch 두뇌 트레이닝》[9]
- 조이콘 심박수 감지기능: 《링 피트 어드벤처》[9]
- 운전대 조종, 저지연시간 비디오 촬영, 스트리밍, 위치추적 등 자문제공: 《마리오 카트 라이브: 홈 서킷》[10]
- 필터링 자문, 동작추적: 《닌텐도 스위치 스포츠》

## 참조

### 주해
1. ↑  영어: Nintendo European Research & Development
2. ↑  영어: Actimagine